# Spitssnuitkrokodil
De spitssnuitkrokodil of gewone Amerikaanse krokodil (Crocodylus acutus) is een krokodilachtige uit de familie echte krokodillen (Crocodylidae) en de onderfamilie Crocodylinae.

## Naam en indeling
De wetenschappelijke naam van de soort werd voor het eerst voorgesteld door Georges Cuvier in 1807. Een jaar eerder werd de wetenschappelijke naam Lacerta Hispaniolica gebruikt. De soortaanduiding acutus betekent vrij vertaald 'puntig' en slaat op de spitse snuitpunt.

## Uiterlijke kenmerken
De spitssnuitkrokodil is te herkennen aan de aan het einde spitse, enigszins verlengde snuit, die ook terugkomt in de wetenschappelijke naam; acutus betekent 'spits'. Het is een van de grotere soorten krokodilachtigen: mannetjes bereiken een lengte van 5 meter (volgens onbevestigde bronnen zelfs 6 tot 7 meter), vrouwtjes blijven kleiner. De kleur is donkergroen tot groenbruin, maar is variabel. Het aantal tanden varieert van 66 tot 68: 5 rijen voortanden (premaxillair) en 13 tot 15 rijen tanden (maxillair) in de bovenkaak en 15 rijen kiezen (mandibulair) in de onderkaak.
Jongere dieren hebben een lichte gele tot grijze kleur met een donkere dwarsbandering op zowel het lichaam als de staart. De bandering vervaagt naarmate de dieren ouder worden en volwassen exemplaren hebben een meer bruine kleur. De iris is metaalachtig grijs, de oogkassen zijn aan de voorzijde voorzien van een karakteristieke bult. De bepantsering op de rugzijde is onregelmatig (asymmetrisch) wat ongebruikelijk is bij krokodilachtigen.

## Verspreiding en habitat
De soort komt voor in delen van Noord- en Zuid-Amerika en leeft in de landen Verenigde Staten (Florida), Mexico, Belize, Costa Rica, Ecuador, El Salvador, Guatemala, Honduras, Nicaragua, Panama, Kaaimaneilanden, Cuba,  Hispaniola, Jamaica, Martinique, Trinidad, Colombia, Peru en Venezuela. De habitat bestaat uit tropische en subtropische moerasbossen, mangrovebossen, verschillende typen draslanden en gebieden rond de kustlijn. De soort is aangetroffen van zeeniveau tot op een hoogte van ongeveer 1200 meter boven zeeniveau.
Zowel zoet- als brak water worden getolereerd, de habitat bestaat uit meren en rivieren tot kustmoerassen en -wouden. In drogere tijden graaft de krokodil een langwerpig hol langs de waterkant en trekt zich terug tot het water terugkeert. Deze soort staat er ook om bekend grote afstanden over land af te leggen op zoek naar een nieuwe waterbron.

## Levenswijze
Het voedsel bestaat voornamelijk uit vis, maar ook andere waterdieren als schildpadden, kikkers, vogels, zoogdieren en kreeftachtigen zoals krabben worden gegeten. Jonge en kleine exemplaren eten hoofdzakelijk kleine vissen en andere kleinere dieren zoals ongewervelden. Vijanden van met name de juvenielen zijn vogels, grote vissen, wasberen en verwilderde katten.
De vrouwtjes graven na de paring een kuil in het zand, in de bladeren van de strooisellaag of in mergel waarin normaal gesproken tussen de 30 en 60 eitjes worden afgezet. Meestal wordt een ondiep hol gegraven waarin de eitjes worden gedeponeerd. De eieren worden bedekt met plantendelen. Als de bodem echter niet geschikt is om te graven, wordt een bovengronds nest gemaakt. Dit gebeurt gedurende het droge seizoen om te voorkomen dat de eitjes worden weggespoeld of verdrinken. Sommige vrouwtjes deponeren de eieren in een gemeenschappelijk nest, maar in andere populaties tolereren de vrouwtjes elkaar niet en bakenen een territorium af.
De sterfte in het ei is hoog bij deze soort en met name eieren die in holen worden afgezet hebben een grotere kans op verdrinking. Als de eieren uitkomen worden ze soms door het vrouwtje opgegraven en de jongen worden vervolgens door de moeder naar het water gebracht.

## Beschermingsstatus
Door de internationale natuurbeschermingsorganisatie IUCN is de beschermingsstatus 'kwetsbaar' toegewezen (Vulnerable of VU). Het aantal in het wild levende exemplaren wordt geschat op vijfduizend.